# Sainte-Honorine-du-Fay
Sainte-Honorine-du-Fay är en kommun i departementet Calvados i regionen Normandie i norra Frankrike. Kommunen ligger i kantonen Évrecy som ligger i arrondissementet Caen. År 2022 hade Sainte-Honorine-du-Fay 1 333 invånare.

## Befolkningsutveckling
Antalet invånare i kommunen Sainte-Honorine-du-Fay
Referens:INSEE